# 17 Mártires Irlandeses
17 mártires irlandeses, sacerdotes y seglares que por su fe católica, fueron ejecutados en el Reino de Irlanda entre los años 1579 al 1681, cuando por causa de la excomunión impuesta a los reyes de Inglaterra, tanto Enrique VIII como Isabel I, por no autorizar su divorcio de Catalina de Aragón para casarse con Ana Bolena por lo que el rey se salió de la autoridad eclesiástica del Papa y la Iglesia católica para imponer su propia religión, la Anglicana. A la par, se forjaba el sometimiento de Irlanda bajo el dominio de Inglaterra, donde tuvieron lugar la resistencia irlandesa ante Inglaterra a través de las Rebeliones de Desmond. apoyados por Iglesia Católica y Gregorio XIII, siendo derrotados y finalmente sometidos militarmente, y posteriormente tanto en lo civil como en lo religioso por lo que les fueron impuestas las leyes y costumbres inglesas. Múltiples ejecuciones tuvieron lugar en Irlanda, en diversos lugares como Dublín, Wexford, y otras localidades de la Isla.

## Historia
Patricio O’Healy fue consagrado obispo en 1576, zarpó junto con Connor O’Rourke, ambos hermanos franciscanos de Bretaña, hacia Kerry. Fueron ejecutados en Killmollock, Irlanda el 13 de agosto de 1579.
Cuatro católicos fueron apresados en el puerto de Wexford, bajo la acusación de haber ayudado al sacerdote Robert Rochford y a James Eustace, III vizconde de Baltinglass a escapar del país. Tres eran pescadores: Roberto Meyler, Patricio Cavanagh, Eduardo Cheevers, y un panadero Mateo Lambert, fueron interrogados, enjuiciados y condenados como traidores, torturados, destripados y descuartizados por su fidelidad a la Iglesia Católica y al Papa el 5 de julio de 1581 en Wexford, Irlanda.
El 28 de enero de 1612, fueron juzgados, encarcelados en la Torre de Dublín y ahorcados el 1 de febrero el obispo Conor O’Devany y el sacerdote Patricio O’Loughran. Conor fue cortado aun cuando estaba vivo, poco después de haber besado la horca antes de subir y luego descuartizado. Exhortó a los católicos a la constancia en su fe. Los católicos que estaban rezando juntos con ellos en su traslado al patíbulo, después de ser ejecutados, se llevaban de la horca, pedazos de ropa, cabellos, y hasta fragmentos el cuerpo reliquias. Un enfermo que tocó una reliquia al contacto quedó curado. Inmediatamente después se realizó una misa, y siguió otra tras otra, desde la media noche hasta la mañana siguiente. El virrey ordenó que se enterraran los cuerpos de los ajusticiados, pero los católicos los exhumaron y llevaron las reliquias al cementerio de la Iglesia de Santiago.

## Los mártires
11 ministros religiosos fueron sacrificados y 6 seglares, entre ellos 3 pescadores, Patricio Cavanagh, Eduardo Cheevers, Roberto Meyler, un panadero Mateo Lambert, mismos que fueron sacrificados y descuartizados en Wexford en 1581 y una activista mujer Margarita Ball, quien fue encarcelada en Dublín y falleció en 1584, mientras que el antiguo alcalde Francisco Taylor también murió en la cárcel de Dublín en 1621. 
Los 11 religiosos fueron 4 obispos: Terencio Alberto O’Brien (dominico), Conor O’Devany (descuartizado en Dublín en 1651), Patrick O’Healy (ahorcado en Kimallock, 1579), Dermicio O’Hurley (ahorcado en 1584); un jesuita Domingo Collins (ahorcado en 1581 en Youghal), dos monjes franciscanos de la orden menor Juan Kearney (en Clonmel, 1653) y Connor O’Rourke (en Kimallock, 1579) quienes fueron ahorcados; un monje agustino de Cork Guillermo Tirry quien fue ahorcado (en Clonmel, 1654); un monje dominico Pedro Higgins (fue ahorcado en 1642 en Dublín), y dos sacerdotes Mauricio Mac Kenraghty (ejecutado en 1585 en Clonmel) y Patricio O’Loughran (descuartizado en Dublín en 1612).

## Beatificación de los mártires
Los mártires fueron beatificados el 27 de septiembre de 1992 por Juan Pablo II. En esa celebración fue recordados los acontecimientos, en los tiempos de la persecución religiosa en Irlanda cuando muchas misas fueron celebradas por los sacerdotes al aire libre, tomando como altar alguna roca, o grupo de rocas.Esto fue tan frecuente, que quedó en la memoria popular, asunto que los irlandeses conservan varias de ellas como monumentos histórico y por ello recordado en la ceremonia de beatificación de los mártires.  